# Museum im Kulturspeicher
Das Museum im Kulturspeicher in Würzburg zeigt Kunst vom 19. Jahrhundert bis zur Gegenwart. Es befindet sich seit 2002 im Kulturspeicher, einem denkmalgeschützten Hafenspeicher. Bis zum Jahr 2020 war Marlene Lauter Direktorin des Museums. Von September 2020 bis Juli 2023 leitete die Kunstwissenschaftlerin Luisa Heese das Haus. Seit 1. März 2024 ist Marcus Andrew Hurttig neuer Direktor des Museums. Zuvor war er seit 2011 als Kurator für moderne und zeitgenössische Kunst am Museum der bildenden Künste Leipzig beschäftigt.

## Sammlungen
Das Museum präsentiert auf 3500 m2 Ausstellungsfläche im nördlichen Trakt die Städtische Sammlung mit Kunst vom 19. Jahrhundert bis zur Gegenwart und im südlichen Trakt die Sammlung Peter C. Ruppert. Konkrete Kunst in Europa nach 1945 aus 23 verschiedenen Ländern. Sonderausstellungen auf 460 m2 begleiten beide Sammlungen. Das Museum erhielt im Jahr 2005 den Bayerischen Museumspreis der Versicherungskammer Bayern.

### Städtische Sammlung
Die Städtische Sammlung entstand nach dem Ersten Weltkrieg. Erste Bestände wurden seit den 1920er Jahren durch Heiner Dikreiter zusammengestellt. Im Jahr 1941 wurde unter Leitung Dikreiters die Städtische Galerie gegründet. Am 1. April 1943 wurde er zum Leiter der Dienststelle Städtische Galerie bestellt. Ab 1952 leitete er die Galerie offiziell als Direktor und eröffnete sie nach dem Umbau 1966 neu. Gesammelt wurden Werke von Künstlern des 19. und 20. Jahrhunderts mit Herkunft aus oder Tätigkeit in Würzburg und Mainfranken. Seit Februar 2002 ist die Städtische Sammlung in das Museum im Kulturspeicher integriert.
Schwerpunkte der städtischen Sammlung mit ursprünglich regionalem Kern bilden Landschaften des 19. Jahrhunderts, biedermeierliche Porträts, Künstler und Themen des Leibl-Kreises, Gemälde des deutschen Impressionismus, unter anderem von Karl Heffner, Max Slevogt („Pfälzer Landschaft“ von 1923) und Ludwig von Gleichen-Rußwurm.
Von den zwischen 1941 und 1945 erfolgten Ankäufen mainfränkischer Kunst befanden sich unter anderem Ausstellungsstücke der Großen Deutschen Kunstausstellung in München von 1939. So Die Schreitende von Peter Scheurle, Der Diskuswerfer von Fritz Ruß, eine Hitler-Büste von Arno Breker, ein Hitler-Bild von Moritz Horn-Stauffer sowie eine Büste des Rudolf Heß von Hermann Joachim Pagels.
Ein Saal im zweiten Obergeschoss beherbergt Bilder von Würzburg vor der Bombardierung. Diese haben insofern auch zeitgeschichtliche Bedeutung. Der „Blick auf die Veste Marienberg“ von Erich Heckel zeigt eine ungewöhnliche Perspektive der Befestigungsanlagen.
Die Skulpturen der aus Würzburg stammenden Bildhauerin Emy Roeder ähneln Figuren von Barlach. Ihre Künstlerfreunde Hans Purrmann, Erich Heckel und Karl Schmidt-Rottluff sind mit Werken vertreten.
Unter den zeitgenössischen Werken finden sich Arbeiten von Stephan Balkenhol („Großes Kopfrelief Mann und Frau“ von 2000), Magdalena Jetelová, Camill Leberer, Dieter Stein, Rudolf Wachter, und Barbara Camilla Tucholski.
Von folgenden Künstlern hat das Museum im Kulturspeicher Korrespondenzen und Nachlässe: Ludwig von Gleichen-Rußwurm, Hugo von Habermann, Hans Haffenrichter, Hans Reichel, Emy Roeder, Gertraud Rostosky.

### Sammlung Peter C. Ruppert
In der Sammlung Peter C. Ruppert sind die wichtigsten Künstler der Konkreten Kunst ab dem Ende des Zweiten Weltkriegs aus 23 europäischen Ländern vertreten, darunter Hans Arp, Max Bill, Anthony Caro, Günter Fruhtrunk, Auguste Herbin, Richard Paul Lohse, Bridget Riley und Victor Vasarely. Schwerpunkte der Sammlung liegen auf der Schweiz nach 1945 und auf der „Abstraction Geometrique“ in Paris. Als Besonderheiten innerhalb der Sammlung gelten die große Gruppe von Werken Konkreter Künstler aus Großbritannien sowie der Abteilung Konkreter Fotografie.
Der Preis Peter C. Ruppert für Konkrete Kunst in Europa wird im dreijährlichen Turnus durch die Stadt Würzburg verliehen. Das Preisgeld von 15.000 € wird von der Stiftung Peter C. Ruppert – Sammlung Konkrete Kunst in Europa nach 1945 bereitgestellt. Bisherige Preisträger waren 2008 der französische Künstler François Morellet, 2011 der deutsche Künstler Heijo Hangen, 2013 die ungarische Künstlerin Dóra Maurer, 2016 der Schweizer Künstler Hans Jörg Glattfelder und 2019 der britische Künstler Norman Dilworth.
Am 22. Februar 2022 feierte das Museum 20 Jahre seines Bestehens. Zahlreiche Veranstaltungen umrahmten dieses Ereignis. Jeden 20. eines Monats gab es Veranstaltungen und Performances, die sich mit der Geschichte, Gegenwart und Zukunft des Museums befassten.

### Sammlung von Grafiken Konkreter Kunst
Heidi Bierwisch, die 1993 das Forum Konkrete Kunst in Erfurt gegründet hatte und bis 2018 geleitet hat, schenkte dem Museum im Kulturspeicher 2024 eine Sammlung Konkreter Grafiken: " 118 Künstlerinnen und Künstler schenkten ihr [zu ihrem 65. Geburtstag] jeweils eine Grafik, die nun in vier Kassetten dem MiK übergeben wurde. Die Sammlung enthält Werke von 25 Künstlern, die auch in der „Sammlung Peter C. Ruppert – Konkrete Kunst in Europa nach 1945" vertreten sind, darunter Horst Bartnigs 65 Unterbrechungen in Gelb – Streifen in 5 Farben.“

### Inklusionsprojekte
Das Museum im Kulturspeicher ist von „Reisen für Alle“ zertifiziert. Im baulichen Bereich ist das Museum weitestgehend barrierefrei gestaltet. Zahlreiche weitere inklusive Angebote wurden bereits realisiert (u. a. Tastmodelle, Website in Leichter Sprache, Inklusive App, DGS-Videos). In den nächsten Jahren werden sie weiter ausgebaut. Das Museum ist Mitglied im Netzwerk „Museen inklusive“.

## Ausstellungen (Auswahl)
- 2021: Tree and Soil – Robert Knoth und Antoinette de Jong (digitale Ausstellung)[15] (Kuratorinnen Henrike Holsing und Iris Sikking)
- 2021/2022: New Order. Über Kunst und Ordnung in ungewissen Zeiten[16] (Kuratorin Luisa Heese)
- 2022: Landschaften im Licht. Der Impressionist Ludwig von Gleichen-Rußwurm[17] (Kuratorin Henrike Holsing)
- 2022: Hannah Höch. Abermillionen Anschauungen[18] (Kuratorin Ellen Maurer Zilioli)
- 2022/2023: Konkret Global![19] (Kuratorinnen Luisa Heese und Anke Kempkes)
- 26. November 2022 bis 19. März 2023  2022/2023: Die Errettung des Bösen[20] (Kurator Michael Müller)
- 2023: Valentin Schwab: Eine Retrospektive[21] (Kuratorin Henrike Holsing)
- 2023/2024: HEXEN! Über Körper, Wissen und Macht[22] (Kuratorinnen Luisa Heese und Henrike Holsing)

## Auszeichnung
- 2005: Bayerischer Museumspreis